# Carlos Cortés Zúñiga
Carlos Eduardo Cortés Zúñiga (n. San José, 1962) es un novelista, poeta y ensayista. Fue editor del diario La Nación.

## Biografía
Cortés Zúñiga estudió periodismo y comunicación en Costa Rica, España y Francia. En 1996 se graduó del Instituto Francés de Prensa (París) y en 1997 obtuvo un postgrado en sociología de los medios y la cultura en la Universidad de París II.
Es autor de libros de poemas, cuentos, antologías de la literatura centroamericana y novelas, galardonados con diversos premios.
También escribe artículos y columnas para revistas y periódicos en América Latina y España: El País, La Jornada Semanal, la revista de la Casa de las Américas, Leopard.

## Obras
Novela
- Encendiendo un cigarrillo con la punta de otro, 1986, ISBN 9789977650197
- Cruz de olvido, 1999, ISBN 9788493596934
- Tanda de cuatro con Laura, 2002, ISBN 9789968893008
- Larga noche hacia mi madre, 2012, ISBN 978-9968893091[6]
- Mojiganga 2017, ISBN 9789930519738
- El año de la ira, 2019, ISBN 978-6073183031

Cuento
- Mujeres divinas, 1994
- Crucificciones, 2004
- La última aventura de Batman, 2010, ISBN 9789977952949[7]

Poesía
- Diálogos entre Mafalda y Charlie Brown, 1982
- Erratas advertidas, 1986, ISBN 9977300860
- Los pasos cantados, 1987
- Salomé Descalza, 1991
- La carne contigua, 1991
- El amor es esa bestia platónica, 1981-1987, 1991, ISBN 997764554X
- Los cantos sumergidos, 1993
- Canciones del prodigioso citarista del río, 1993
- El que duda no ama, 1994
- Autorretratos y cruci/ficciones, 2004, ISBN(13) 9789703511617; ISBN(10) 9703511619
- Autorretrato, 2008

Ensayo
- La gran novella perdida. Historia personal de la narrativa costarrisibile, 2007, ISBN 9789968834926

## Premios
Ha ganado el "Carlos Luis Fallas" con su novela Encendiendo un cigarrillo con la punta de otro. Fue finalista para el Premio Internacional "Jaime Sabines" en 1994. En 1999 publicó su novela Cruz olvido: Premio Nacional de Literatura "Aquiles J. Echeverría" en la novela. En 2001 la Cámara de los escritores y traductores extranjeros (MEET) de Saint-Nazaire en Francia le otorgó su beca. En 2004 se le otorga el premio de Mesoamérica "Luis Cardoza y Aragón" por Autorretratos allí crucificados (ficciones). En 2007 la novela- ensayo-ficción: La gran novela perdida. Historia narrativa personal de costarrisible:  premio de la prueba nacional. En dos ocasiones en 2012 y 2013 ganó el Premio Centroamericano de Novela Mario Monteforte Toledo de Guatemala por El corazón de la noche'  y Larga noche hacia mi madre.
Ganó el Premio Centroamericano de la Literatura Rogelio Sinán en el 2015 por su novela Mojiganga, otorgado por la Universidad Tecnológica de Panamá (UTP). En 2016, fue galardonado por el gobierno de Francia con la medalla de Caballero de las Artes y las Letras. Esto es debido a la trayectoria que ha mantenido a través de los años. El escritor comentó, luego de conocer este reconocimiento, que asimila como su responsabilidad el generar y reforzar las relaciones culturales entre Francia y Costa Rica. Esto se debe principalmente a la admiración que ha tenido él por ese país desde la década de los noventa cuando comenzó sus estudios, pero igual reconoce que es necesario preservar los vínculos debido a la "globalización que tiende uniformar todas las artes".